# Keith Tynes

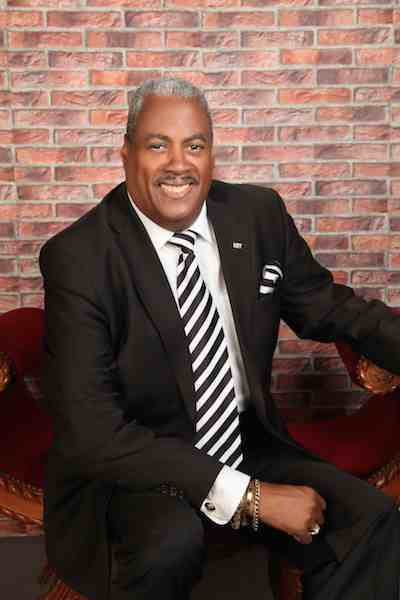
Künstlerfoto von KeithTynes 2014

Keith Tynes (* 1954 in Miami Beach, Florida, USA) ist ein US-amerikanischer Soul-, Gospel-, Jazz-, Pop- und Musical-Sänger, Entertainer und Komponist, der in Berlin-Charlottenburg lebt.

## Karriere

### Start der Karriere in den USA
1976 schloss er sein Musikstudium an der University of Miami mit einem Bachelor of Music ab. Bereits während seines Studiums wurde er bei der „Miami Beach Symphony“ und der „Greater Miami Opera Guild“ (mit Engagements in „Macbeth“ (2. Tenor), „La Traviata“, „La Boheme“, „Madame Butterfly“, „Tosca“, „Porgy and Bess“ u. a.) als Sänger engagiert. 1976 hatte er mit „Hooray USA“ eine eigene Show in New York. Von 1977 bis 1979 war er auch als Musiklehrer an den Dade County Public Schools tätig; seit damals bis heute gibt er auch privaten Gesangsunterricht. 1978 trat er als Entertainer im Opryland Nashville, USA, mit eigener Show auf. 1979 zog Keith Tynes nach New York, wo er die Hauptrolle im Musical „A New York Summer“ in der New Yorker Radio City Music Hall übernahm. Anschließend tourte er mit „I Love New York“ durch die USA. In den Jahren 1980/81 gastierte er in einer Hauptrolle im Musical Show Boat in New York und mehreren US-amerikanischen Städten.

### Auftritte in den USA und in Europa
Sein erstes Engagement in Europa hatte Keith Tynes 1980 im „Queen Alexandra House“ in London. Vier Jahre lang, von 1981 bis 1985, trat er in „The Platters Golden Hits Revue“ als erster Tenor in zahlreichen Großstädten der USA und Europas auf (Die Gruppe The Platters war 1953 gegründet worden, nach einigen Veränderungen in der Gruppe gründeten verbleibende Mitglieder in den folgenden 30 Jahren nach und nach eigene Gruppen, eine davon waren „The Platters Golden Hits Revue“).

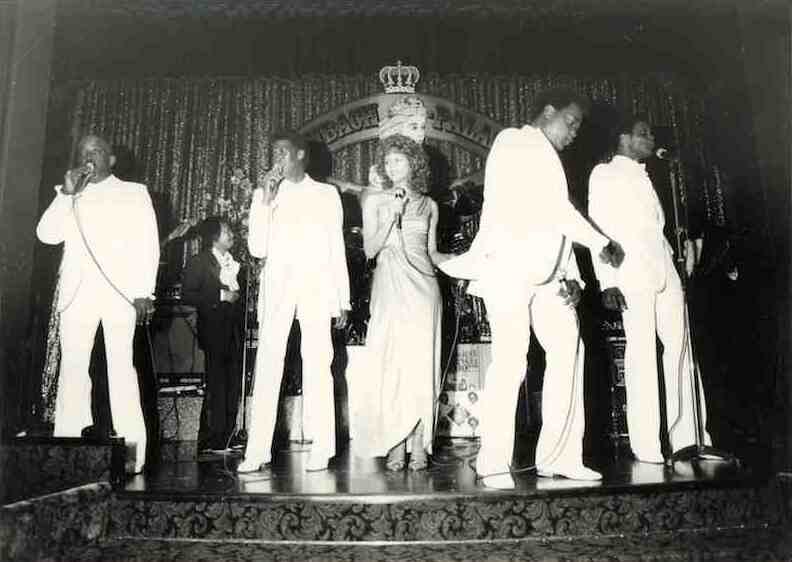
The Platters Golden Hits Revue (1981–1985) während eines Auftritts

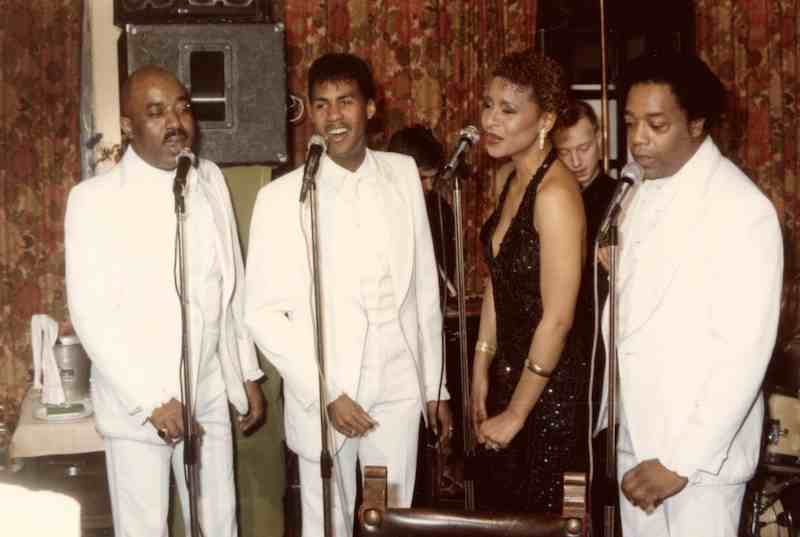
Zweites Foto von The Platters Golden Hits Revue 1981–1985

1985 begann Keith Tynes seine Solokarriere mit Auftritten überall in Europa und den USA. Im Sommer 1987 trat er im Vorprogramm von Disco Queen Gloria Gaynor in Zypern auf. Im selben Jahr machte er eine Solotour durch Schweden und Finnland als Soul – und Jazzsänger. Zwischen 1989 und 1991 tourte er als einer der Hauptdarsteller in den Revuen "One Night On Broadway!" und „Broadway, Broadway“ durch Deutschland und die Schweiz.

### Internationale Karriere
1993 begann Keith Tynes seine Solokarriere als Gospel-Sänger und produzierte vier eigene CDs, seine Touren führten ihn in den folgenden Jahren durch Deutschland, Holland, Österreich, Schweiz. 1995 sang er seine Soul-Hits vor dem Präsidentenehepaar von Singapur. 1998 trat er in einem Open-Air-Concert mit The Weather Girls auf. Im Oktober 1999 wurde Keith Tynes nach Südafrika eingeladen für Solo-Konzerte (Soul, Pop, Jazz) in Johannesburg und Kapstadt, im März 2000 folgten zwei weitere Konzerte dort.

### Keith Tynes – Bandleader und Entertainer
2001 gründete er mit drei Mann die „Keith Tynes Band“ – eine Soul-Jazz-Formation, zu der bereits 2002 11 Musiker und ein Backgroundchor gehörten. 2001 war er als Gastsänger bei „Jazz goes Gospel“ mit Jocelyn B. Smith dabei. Es folgten Auftritte beim Berliner und beim Köpenicker Jazzfestival zusammen mit „The Berlin Black Blues Connection & The Three Tenors“. Im Juli 2003 trat er beim Sommerball der Hessischen Landesregierung und im Dezember 2004 beim weihnachtlichen Gospel- und Soulkonzert im Berliner Dom vor 1.500 Gästen auf. Im Dezember 2006 gastierte er zusammen mit Nina Hagen und Monrose im Benefizkonzert „Charity 4 Peace“.
Es folgten zahlreiche Auftritte in Deutschland und weltweit: Er war Gaststar der Tanzshow „Dirty Dance Nights“ in Berlin, am Wörthersee und am Chiemsee (2006); Jurymitglied und Gaststar der Miss-Deutschland-Wahl in Ägypten und Stargast auf der Berlinale/Teddy Award Verleihung mit seiner Bigband, Moderator und Sänger der Wahl der Miss Intercontinental auf den Seychellen sowie Moderator und Sänger bei der Misses-Deutschland-Wahl in Merseburg (2007) als auch Moderator und Sänger zur Wahl des Top Models of the World, Ägypten (2008). Er war Stargast der Hollywood Filmgala der Star-Entertainments, Hamburg sowie Jurymitglied und Sänger der Wahl der Miss Intercontinental in Minsk/Belarus (2009). Beim Berlin-Konzert von Stevie Wonder sang er im Juli 2010 im Background-Chor, zusammen mit den besten Sängerinnen und Sängern Europas. Die Keith Tynes Band spielte unter anderem in Berlin 2011 und 2013 in der US-Botschaft und 2013 als Vorband von Keith Sweat. 2015 hatte die Keith Tynes Band mehrere Auftritte im Berliner Hotel Estrel.
Im April 2007 nahm Keith Tynes die Titelmelodie „You’ll Never Walk Alone“ des Werbespot von Suzuki Swift auf, die im Mai 2007 als Single veröffentlicht wurde.

## Diskografie

### Singles
- 1976: „Where I Belong“  mit dem Chicago Symphony Orchestra
- 1984: „The Golden Platters Hits Revue“
- 1986: „Where are those old Melodies?“
- 2006: „Die Nacht weint… wenn Sterne fallen“

### Alben
- 1993: Keith Tynes Live! „We Shall Overcome“
- 1994: „Go Tell It On The Mountain“
- 1997: „The Message is Love“
- 1999: „I Believe“